# フードD
フードD（フードディー）は、北海道苫小牧市に本社を置く株式会社豊月（ほうげつ）が運営するスーパーマーケットチェーンである。セルコグループ、CGCグループの加盟店。

## 概要
北海道の道央圏を中心に店舗を展開している独立系のスーパーマーケット。出店数は11店（2023年現在）。
苫小牧港から引き揚げた魚介類や地元農家からの朝どり野菜など、鮮度の高い生鮮商品を売りにしている。生鮮や惣菜の売り場は対面式。LISTA店など高質系の店舗では惣菜部門にホテルで修行したシェフを招聘し、シェフ監修のメニューを販売している。

## 歴史

### 創業
現会長、豊岡憲治は樺太で生まれた。芦別に引き揚げてから、両親が戦後の混乱の中、菓子店を始めた。 実家の菓子店は一番弟子に引き継がれ、両親は戸板に野菜や雑貨を置いた戸板商売で成功を収めつつあり、スーパーの原型が形づくられていた。 芦別は炭鉱閉山が進みかつての賑わいが失われていたため、憲治は将来発展する土地を見定め、雪が少ないことや、樺太から引き揚げてきた王子製紙の社員が多いことを理由に苫小牧を選び、1973年11月 豊岡ストアーが苫小牧市見山町にオープンする。

### フードD
やがて時代は転換点を迎える。憲治氏はいち早くディスカウント業態への転換を進めた。覚えやすくて単純な店名ということで、「フードD」に決め、苫小牧を中心にフードD1からフードD7まで店舗をチェーン化していった。
1993年、双葉店をフードD1に転換。商品アイテムも3000に絞り、その分、徹底して安く売ることが出発点だったが、社員のレベルが上がるのと同時にアイテム数を拡大し、品揃えの充実を図った。その後、澄川店、見山店、芦別店をフードDにリニューアル、1996年にフードD5（現・365千歳店）を開店。2001年6月にはフードD7（現・生鮮市場美しが丘店）を開店し、札幌に進出した。
2004年、小売業やゴルフ場経営などを行う「ほしの」とスーパー部門で業務提携した｡業務提携後、ほしのの老舗スーパー、ショップインいちいは豊月が仕入れ､企画を行い、従業員は継続して雇用する予定とした｡沼ノ端はスーパー激戦区になりつつあり、体力をなくすまで独自運営するよりは､傘下に入った方が良く、力のあるスーパーと提携することで将来的には地域のためになるとほしのが判断した。2004年7月にフードD沼ノ端生鮮館を開店。

### フードD食彩館
2007年には、それまでのディスカウント一辺倒からクォリティにも力点を置く「Q&D（クォリティ&ディスカウント）」に修正、フードDの店名に新たな食彩館を付け足し、イメージを摺り足で変えていく戦略を導入。 
2009年10月、2階建て約3300㎡倉庫付きの旧北酒連道南支社跡を取得し、営業本部を澄川店2階から移転した。営業本部はこれまでも販売管理や商品の入出庫など一部本社機能を担っていたが、移転を機に、経理や労務管理も集約。取得建物の大半が倉庫で物流機能も備え、大量仕入れが可能になり、価格に反映させたいとした。 

### 高質化店舗
2010年9月17日、江別市大麻にLISTAをオープンした。これまでのクオリティ&ディスカウントを軸に、鮮度、買いやすい品揃えを徹底した新業態の実験店舗で、牛乳や食パンは当日作られたものだけを定価販売、肉類なども製造後5時間だけ定価販売し、それを過ぎたものに値引きシールを貼り、作ったその日、その時間から並べるという、これまでの常識と逆転の発想を取り入れた。 
同年11月9日には志賀総合食料品店のスーパーバルス日新店が営業していた日軽北海道所有の建物に高質化2号店となるVianを開店した。 
2011年澄川食彩館を激安店のフードDザ・プライスに転換。2014年 同一商圏内で競合店と差別化するには、価格よりも生鮮、デリカで顧客の満足度を高めるのが必要と判断し、高質化店舗のOASISへ転換した。
2015年に持株会社、豊月ホールディングスを設立。

### フードD365
2016年、同業者やドラッグストア、家電量販店などによるグローサリー食品の低価格販売により、中間層の顧客争奪戦が繰り広げられていることから、生鮮の強いDS店なら低価格競争の中で差別化できるとの判断で、OASISをEDLPのフードD365OASISに転換。他店舗も順次、転換を進めた。
その後は既存店の建て替えも進められ、2017年に双葉店を、2020年に見山店を建て替え、OASISも建て替え予定で周辺の土地買収を進めてきたが、建築費の高騰でリニューアルと一部増築に変更した。双葉店、見山店は豊月HDが店舗を所有、豊月に賃貸する形を取っている。

### 芦別本店の閉店と跡地の賃貸
2023年3月31日に、芦別本店を閉店した。 同社にとって飛び地の店舗だったが、本社を芦別市に置き続けて、発祥の地の店舗として存続を図ってきた。最盛期は年間10億円あった売り上げが、現在は半分以下になったこと、それ以上に働き手の高齢化と新たな働き手を見つけられないこと、 同社創業関係者が現地におらず、店舗の運営管理に目が行き届かないことも重なり閉店を決断した。そして2023年4月6日、本社を本部機能があった苫小牧市に移転。これで菓子店舗時代から含めて、75年間にわたる芦別での事業展開を終えた。
跡地は、屋上を補修し、賃貸物件としてツルハと10年間の賃貸借契約を締結。2025年7月17日、ツルハドラッグ芦別南店がオープンした。

### フードD生鮮市場
2024年、買い物客の低価格志向が一段と強まっていることから、365OASISを生鮮食品の鮮度と日配品やグロサリー商品の低価格を訴求する新業態フードD生鮮市場に転換することを決めた。フードDは元々、ディスカウント業態だったので、原点に戻ってお客の需要に応えたいとした。
フードD365 OASIS店を7月7日午後2時をもって改装のため一時閉店し、この時点では8月上旬オープン予定とした。8月8日フードD 生鮮市場 澄川店に改装し、開店。改装は約4億5千万円を投じ、バックヤードだった部分の店舗への拡充などを行い、売り場面積は約1600平方メートルで、駐車場は約70台から100台以上に増やした。
この店舗が軌道に乗れば、他店舗も生鮮市場にリニューアルしていく考えで、沼ノ端店も10月中のリニューアルオープンを目指しており、生鮮市場店同様、生鮮食品を中心に強化する方針。
365沼ノ端店を生鮮市場に改装のため9月23日13時にて一時閉店。10月17日、フードD生鮮市場沼ノ端店としてリニューアルオープンした。
2025年は札幌市内の数店舗を、生鮮市場に変更予定で、老朽化している店舗を中心に検討。2025年3月23日、Value店を改装のため一時閉店し、4月24日、フードD生鮮市場美しが丘店としてリニューアルオープンした。秋口には、さらにもう1店舗を転換予定。

## 沿革
- 1948年（昭和23年） - 豊月菓子製造卸店として創業[36]
- 1953年（昭和28年） - 食品などを扱う小売業を始める[36]
- 1958年（昭和33年） - 株式会社化し、名称を豊月に変更[36]
- 1973年（昭和33年） - 苫小牧市内に見山店を開店
- 1985年（昭和33年） - 澄川店を開店
- 1991年（平成3年） - 双葉店を開店
- 1993年（平成5年）
  - 4月 - 双葉店をフードD1に名称変更
  - 8月 - 澄川店をフードD2に名称変更
- 1995年（平成7年） - 見山店をフードD3に名称変更
- 1996年（平成8年） - 千歳市にフードD5を開店
- 1997年（平成9年） - 芦別店をスーパーに業態転換[36]
- 2000年（平成12年） - 札幌市清田区にフードD7を開店（札幌初出店）
- 2003年（平成15年） - 北広島市に虹ヶ丘食彩館を開店
- 2004年（平成16年） - 苫小牧市内に沼ノ端生鮮館を開店
- 2005年（平成17年）
  - 4月1日 - 豊岡憲治が社長就任[37]
  - 4月 - フードD7を美しが丘食彩館に名称変更
  - 6月 - 芦別店を芦別本店に名称変更
  - 9月 - フードD2を澄川食彩館に名称変更
- 2006年（平成18年） - フードD5を千歳食彩館に名称変更
  - 恵庭市に恵庭食彩館を開店
- 2007年（平成19年） - 移転の為沼ノ端生鮮館を閉店
  - 苫小牧市内に沼ノ端食彩館を開店
- 2008年（平成20年） - 札幌市清田区に平岡食彩館を開店
  - レジ袋有料化[38]
- 2010年（平成22年） - 江別市内にフードD LISTAを開店（LISTAはラテン語で「メニュー」の意）[3]
  - 苫小牧市内にフードD Vianを開店
- 2011年（平成23年）
  - 4月29日 - 美しが丘食彩館をフードD Valueに名称変更[39]。
  - 6月17日 - 澄川食彩館をフードD ザ・プライスに名称変更[40]。
  - 9月2日 - 札幌市手稲区にフードD BOSCOを開店[41]。
- 2014年（平成26年） - フードD ザ・プライスをフードD OASISに名称変更
- 2015年（平成27年） - 豊月ホールディングスを設立[17]
- 2016年（平成28年） - フードD OASISをフードD 365OASIS、フードD ValueをフードD 365Valueに名称変更
- 2017年（平成29年） - 平岡食彩館をフードD 365平岡店、虹ヶ丘食彩館をフードD 365虹ヶ丘店、芦別本店をフードD 365芦別本店、沼ノ端食彩館をフードD 365沼ノ端店、フードD VianをフードD 365Vian、千歳食彩館をフードD 365千歳店、恵庭食彩館をフードD 365恵庭店、フードD LISTAをフードD 365LISTA、フードD BOSCOをフードD 365BOSCO、見山食彩館をフードD 365見山店に名称変更
  - 建て替えの為双葉食彩館を閉店[21]
  - 苫小牧市内にフードD 365双葉店を開店[42]
  - CGCグループに加盟[43]
- 2020年（令和2年）
  - 3月1日 - 建て替えの為365見山店を閉店[44][45]
  - 8月31日 - 店舗賃借期間満了の為365Vian店を閉店[46]
  - 10月8日 - 苫小牧市内にフードD エクスプレス見山店を開店[47]
- 2023年（令和5年）
  - 3月31日 - 365芦別本店が閉店[36]。
  - 4月6日 - 本社を芦別市南2条東1丁目5-2（365芦別本店所在地）から苫小牧市永福町1丁目1-17（従前からの本部所在地）へ移転[25]。
- 2024年（令和6年）
  - 4月 - 豊岡雄次郎が社長就任[32]
  - 7月7日 - 365 OASIS店一時閉店。
  - 8月8日 - 365 OASIS店を生鮮市場澄川店としてリニューアルオープン
  - 9月23日 - 365沼ノ端店一時閉店[48]。
  - 10月17日 - 365 沼ノ端店を生鮮市場沼ノ端店としてリニューアルオープン

## 店舗
出典:
※店名の頭にある365は「さんろくご」と読む。
苫小牧市
- 365双葉店 - 苫小牧市双葉町2丁目18-1
（道央市民生協閉店後の跡地に出店。旧フードD1→双葉食彩館→建て替え)
- 生鮮市場澄川店 - 苫小牧市澄川町1丁目2-11
（旧フードD2→澄川食彩館→ザ・プライス→OASIS（オアシス）→365OASIS）
- エクスプレス見山店 - 苫小牧市見山町2丁目3-4
（旧フードD3→見山食彩館→365見山店→建て替え）
- 生鮮市場沼ノ端店 - 苫小牧市北栄町1丁目24-5
（旧沼ノ端食彩館→365沼ノ端食彩館[50]）

千歳市
- 365千歳食彩館[51] - 千歳市北陽1丁目2-1
（旧フードD5→千歳食彩館）

恵庭市
- 365恵庭食彩館[52] - 恵庭市黄金南6丁目10-4
（旧恵庭食彩館）

北広島市
- 365虹ヶ丘食彩館[53] - 北広島市虹ヶ丘6丁目8-1
（旧虹ヶ丘食彩館）

札幌市
- 365BOSCO店 - 札幌市手稲区前田7条11丁目2-10
（旧BOSCO（ボスコ））
クロスガーデン手稲前田内の店舗。サツドラ、ABCマート、GU、回転寿司 根室花まると隣接。
- 365平岡食彩館[54] - 札幌市清田区平岡2条3丁目9-1
（旧平岡食彩館）
- 生鮮市場美しが丘店 - 札幌市清田区美しが丘4条6丁目1-1
（旧フードD7→美しが丘食彩館→VAlue（バリュー）→365VAlue）

江別市
- 365LISTA店 - 江別市大麻北町521-29
（旧LISTA（リスタ））

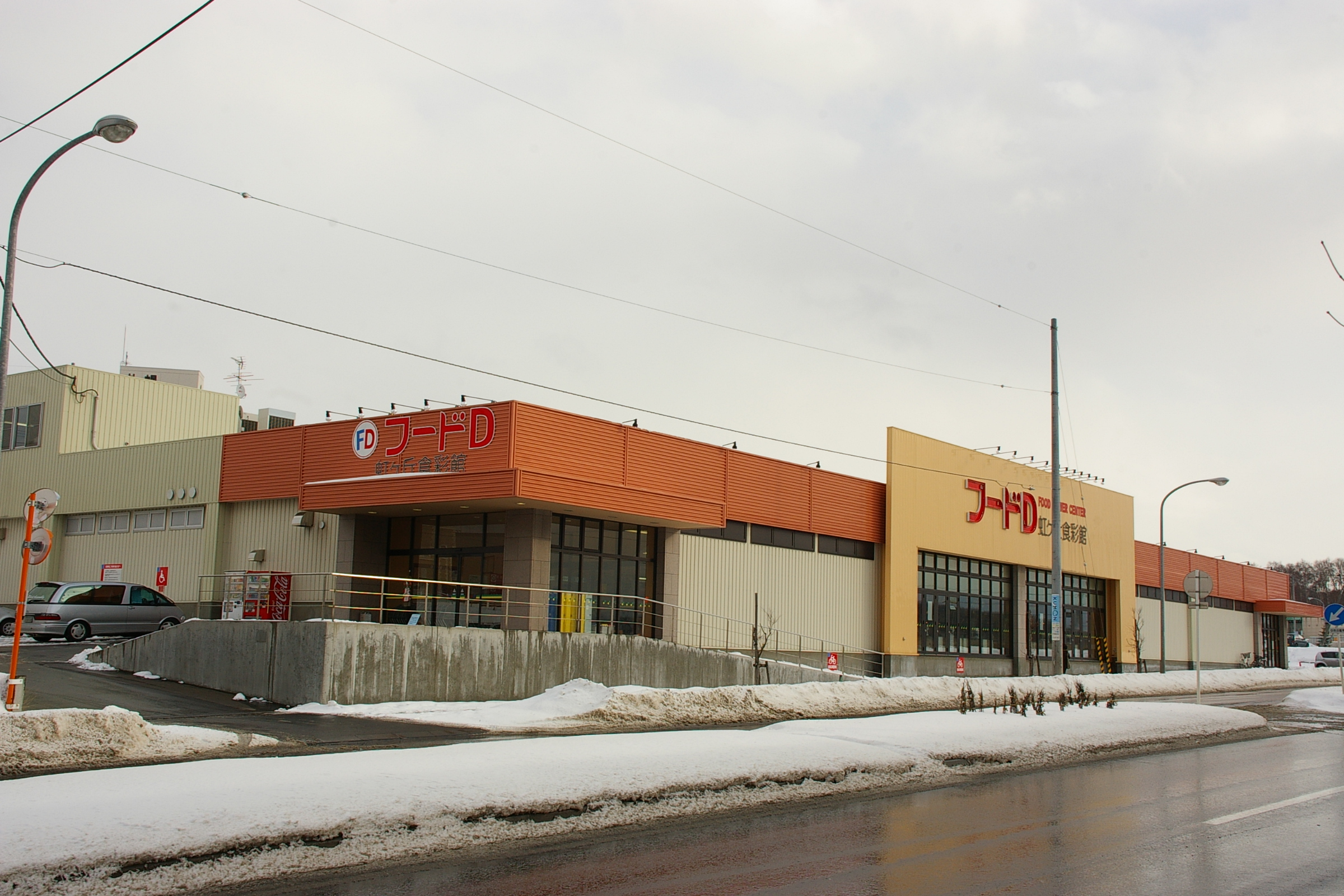
フードD 虹ヶ丘食彩館（2008年1月）
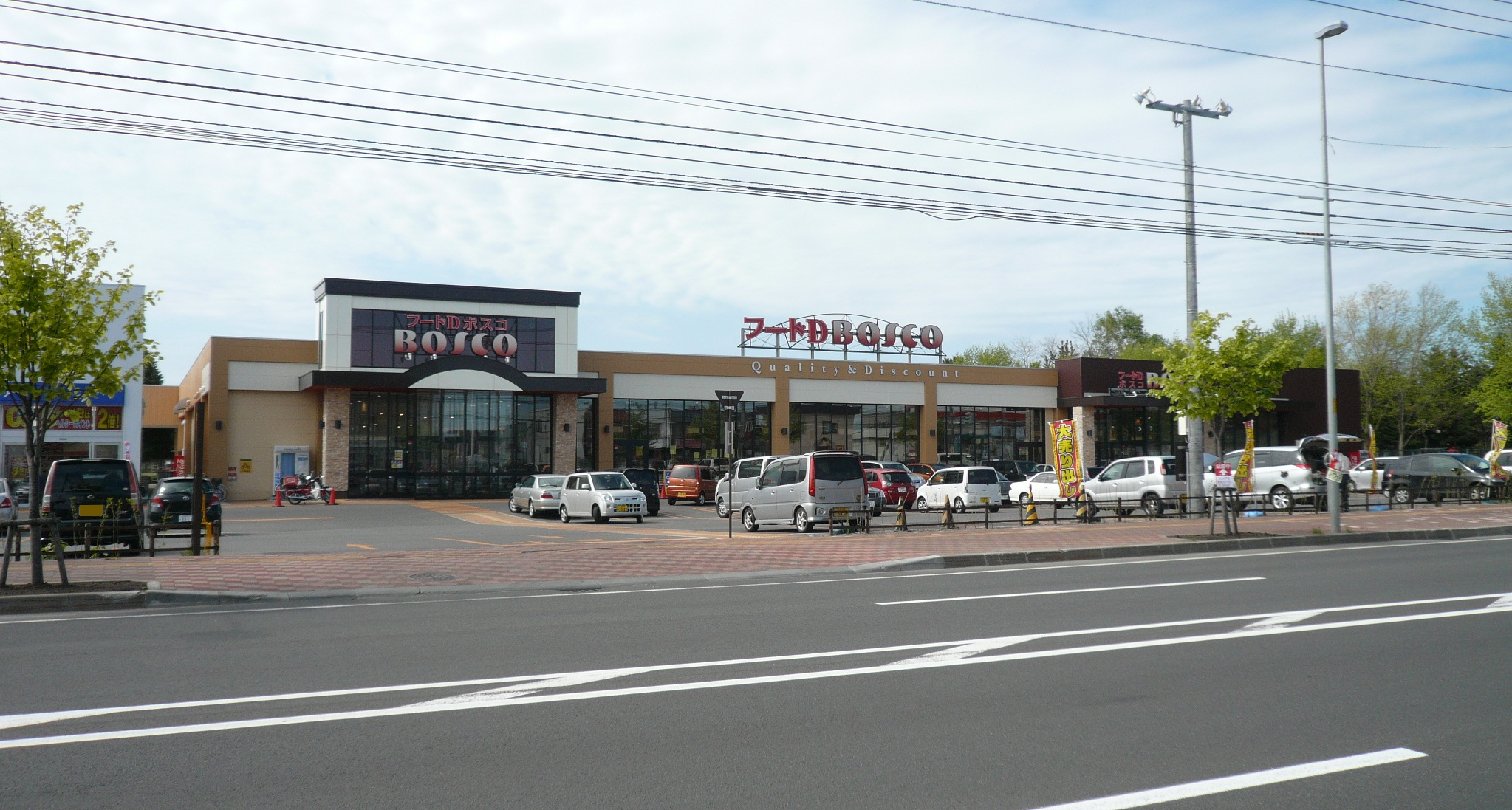
フードD BOSCO（2012年5月）
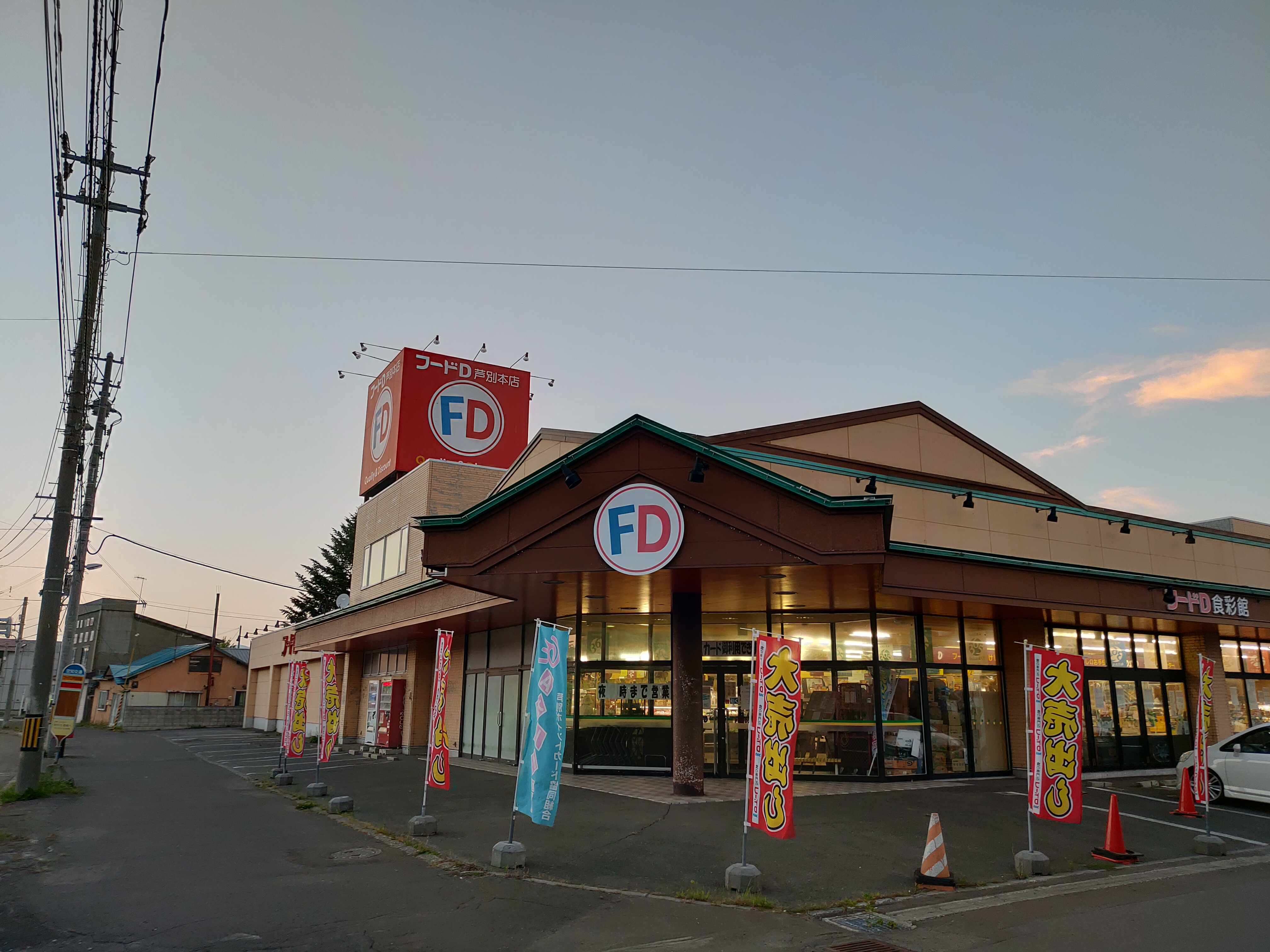
フードD芦別本店（2021年8月） ※閉店済。旧本社所在地

## 閉店した店舗
苫小牧地区
- 豊月ストア弥生店[55] 苫小牧市弥生町2丁目17
- 豊月ストア錦岡店[56] 苫小牧市明徳町4丁目6-1
- 沼ノ端生鮮館 - 2007年閉店。
1980年4月にほしのがショップインいちいとして開店｡2004年に業務提携し、同年7月フードD沼ノ端生鮮館を開店[8][9]｡沼ノ端食彩館へのスクラップアンドビルドのため閉店。
跡地にはホクレンショップ沼ノ端店が開店したものの、2013年4月1日に建て替えのため閉店[57]、2013年12月5日に再開業した[58]。
- 365Vian（-ビアン）店 - 苫小牧市日新町2丁目1-31[59]
2020年8月31日閉店。スーパーバルス（志賀綜合食料品店）閉店後の居抜き出店であった。当初は「Vian店」であった。賃借契約の期限が来ることや、近くにマックスバリュ日新店が開店したことを勘案し閉店を決めた[60]。
閉店後もテナントのリカーショップNIKKEIと花屋は営業を続けていたが、リカーショップNIKKEIが近隣に移転し[61]、建物は解体された。跡地は2022年10月13日にデンコードーが「ケーズデンキ苫小牧西店」を開店した[62]。

芦別地区
- 豊月ストア平岸店[55] 赤平市平岸
- 365芦別本店（旧芦別店→芦別本店）芦別市南2条東1丁目5-2、2023年3月31日閉店
跡地には2025年7月17日、ツルハドラッグ芦別南店がオープンした[26][27]。